# Kryptopterus palembangensis
Kryptopterus palembangensis es una especie de peces de la familia Siluridae en el orden de los Siluriformes.

## Morfología
• Los machos pueden llegar alcanzar los 17 cm de longitud total.

## Distribución geográfica
Se encuentra en Sumatra (Indonesia) y Tailandia.